# Siège assis-genoux
 (février 2023).
Si vous disposez d'ouvrages ou d'articles de référence ou si vous connaissez des sites web de qualité traitant du thème abordé ici, merci de compléter l'article en donnant les références utiles à sa vérifiabilité et en les liant à la section « Notes et références ».

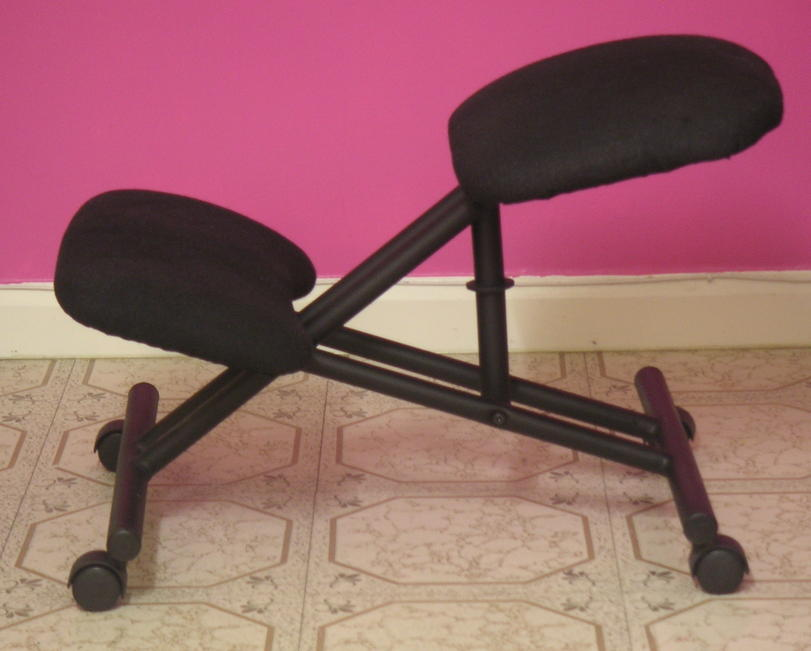
Un siège assis-genoux

Un siège assis-genoux est une type de chaise pour rester dans une position avec les cuisses formant un angle d'environ 60° à 70° par rapport à la verticale (par opposition aux 90° quand assis sur une chaise normale), avec une partie du poids du corps supporté par les tibias.